# 김광국 (성우)
김광국(1971년 4월 14일 ~ )은 대한민국의 성우로, 2000년 CJ ENM 성우극회 공채 4기로 입사했다.

## 출연 작품
굵은 글씨는 메인 캐릭터.

### 애니메이션
- GO GO 다섯쌍둥이 (투니버스) - 유리의 아버지
- GTO (투니버스) - 후지요시 코지
- 가정교사 히트맨 리본 (투니버스) - 벨 페고르
- 고쿠센 (투니버스) - 미나미 유이치
- 소년탐정 김전일 (투니버스) - 고현상
- 까이유의 이야기 나라 (투니버스) - 아빠
- 꼬마여신 카린 (카툰네트워크) - 니시키오리 미치루
- 꽃보다 남자 (투니버스) - 호영
- 나의 지구를 지켜줘 (투니버스) - 은두기
- 괴도 조커 (카툰네트워크) - 닥터 네오
- 난다 난다 니얀다 (재능TV) - 망토대왕, 치로
- 신비아파트 고스트볼 ZERO: 두 번째 이야기 (투니버스) - 설동이(타락 상태)
- 안녕! 보노보노 (투니버스) - 포로리 아빠, 으뜸
- 내일의 나쟈 (투니버스) - 하비 리빙스턴
- 닌자보이 란타로 (투니버스) - 도이 선생님
- 다!다!다! (투니버스) - 강우진
- 더 파이팅 (투니버스) - 마동철
- 도깨비언덕에 왜 왔니? (투니버스) - 가람 아빠
- 드래건 드라이브 (투니버스) - 하기와라 다이스케
- 따끈따끈 베이커리 (투니버스) - 삐에로 보르네제
- 떴다! 방울이 (투니버스) - 까망
- 똑바로 가자 (투니버스) - 타로
- 레카 삼국지 (MBC) - 팔뚝이 / 자리
- 로봇전사 감마 (투니버스) - 원수퍼 아저씨
- 록맨 에그제 엑세스 (투니버스) - 니들맨
- 메르헤븐 (투니버스) - 라우렌
- 메이저 (투니버스) - 위준만 / 도정일
- 명탐정 코난 (투니버스) - 신형선 형사, 택배 기사
- 명탐정 코난 극장판 3기 - 세기말의 마술사 (투니버스) - 신형선 형사
- 명탐정 코난 극장판 4기 - 눈동자 속의 암살자 (투니버스) - 신형선 형사
- 명탐정 코난 극장판 5기 - 천국으로의 카운트다운 (투니버스) - 신형선 형사
- 명탐정 코난 극장판 8기 - 은빛날개의 마술사 (투니버스) - 신형선 형사
- 명탐정 코난 극장판 9기 - 수평선상의 음모 (투니버스) - 신형선 형사
- 명탐정 코난 극장판 10기 - 탐정들의 진혼가 (투니버스) - 신형선 형사
- 명탐정 코난 극장판 13기 - 칠흑의 추적자 (투니버스) - 신형선 형사
- 명탐정 코난 극장판 14기 - 천공의 난파선 (투니버스) - 신형선 형사
- 명탐정 코난 극장판 15기 - 침묵의 15분 (투니버스) - 신형선 형사
- 명탐정 코난 극장판 16기 - 11번째 스트라이커 (투니버스) - 신형선 형사
- 명탐정 코난 극장판 18기 - 이차원의 저격수 (투니버스) - 신형선 형사
- 명탐정 코난: 제로의 집행인 - 신형선 형사
- 명탐정 코난: 감벽의 관 - 신형선 형사
- 선계전 봉신연의 (투니버스) - 은교
- 뷰티풀 조 (투니버스) - 조
- 블리치 (투니버스) - 아야세가와 유미치카
- 꼬마공주 유시 (재능TV) - 가가 / 요정계왕 / 프레드릭
- 세토의 신부 (투니버스) - 몽키(사루토비 히데요시)
- 소울 - 제리2
- 슈발리에 (애니맥스) - 브롤리
- 신의 괴도 잔느 (투니버스) - 강형사
- 신혼합체 고난다 (MBC) - 시노 / 유나스
- 엘리베이터 - 이상철
- 엘르멘탈 제라드 (투니버스) - 산웰드
- 오세암 (KBS) - 바람이
- 우당탕탕 닥터지 (투니버스) - 양이
- 인스턴트 메모리 (EBS) - 진석 / 간섭 / 의사
- 배틀짱 (투니버스) - 파트라(슈)
- 울트라 매니악 (퀴니) - 카지
- 은반의 수호천사 (애니맥스) - 타카시마 유지
- 은장기공 오디안 (투니버스) - 글리세린
- 작안의 샤나 (애니맥스) - 프리아그데 / 슈드나이
- 작은 눈의 요정 슈가 (투니버스) - 타메릭
- 정글은 언제나 맑은 뒤 흐림 (투니버스) - 로버트
- 조이드 (투니버스) - 스팅거
- 쥬베이짱 2 시베리아 야규의 역습 (투니버스) - 오다고 코이노스케
- 슈퍼갤즈 2기 (퀴니) - 쿠로이 나오키
- 마루코는 아홉살 (투니버스) - 구리
- 크게 휘두르며 (애니맥스) - 카구야마 나오토 / 이즈미 쿄스케
- 미소의 세상 (투니버스) - 송코치
- 빛의 전사 프리큐어 Splash Star (애니원) - 고얀
- 파워 퍼프 걸 (투니버스) - 퍼지 럼킨
- 학원 앨리스 (투니버스) - 진유하 선생님
- 합체용사 플러스터 (재능TV) - 마하 / 테라
- 행복한 세상의 족제비 (투니버스) - 펀치
- 헬싱 (투니버스) - 얀 발렌타인
- 헬싱OVA (애니박스) - 셰르비 펜우드 경 / 얀
- 파워레인저 레스큐포스 (투니버스) - 그린레인저(조엘)
- 트리니티 블러드 (투니버스) - 버질 월시
- 결계사 (투니버스) - 카구로
- 기가 트라이브 (SBS) - 베르크 / 몬스터
- 원더풀 데이즈 (KBS) - 경비 대원
- 여기는 공원 앞 파출소 (투니버스) - 케이
- 핑크팬더와 친구들 (카툰네트워크) - 아드박
- 이상한 바다의 플랩잭 (카툰네트워크) - 페퍼민트 래리
- 나의 파트라슈 (투니버스)
- 열대펭귄 페닝 (MBC) - 삐에로
- 코지 코지 (애니맥스) - 도데스
- 닌자의 왕 (애니맥스) - 시미즈 라이코우
- 제비뽑기 언밸런스 OVA (애니맥스)
- 재키 찬 어드벤처 (애니맥스) - 빨간 머리
- 초광속 그랜돌 (투니버스)
- 사이버시티 오에도 808 (투니버스) - 바서스
- 천방지축 이나탁구부 (투니버스)
- GLASSY OCEAN (투니버스) - 라임의 제자 / 물의 사람
- 부기팝은 웃지 않는다 (투니버스)
- 듀얼 레전드 제로 (재능TV) - 오가 / 리치
- 사막의 해적 캡틴 쿠파 (재능TV) - 나이트 / 울프
- 오프사이드 (스페이스툰) - 박상필
- 메이저 극장판 - 우정의 강속구 (투니버스) - 아더
- 스켓 댄스 (투니버스) - 만화가
- 택틱스 (애니맥스) - 교통국 직원
- 판타스틱4 (카툰네트워크)
- 데스노트 (애니원) - 레스터
- 은혼 (투니버스) - 다카야
- 이트맨 (투니버스)
- 이트맨 98 (투니버스)
- 왕도둑 징 (투니버스) - 페르노
- 체포하겠어 (투니버스)
- 엑스 드라이버 (투니버스) - 닉
- 최유기 리로드 (투니버스)
- 괴담 레스토랑 (투니버스) - 이재진
- 드래곤볼GT (투니버스) - 베이비
- 카레이도 스타 (투니버스) - 사이몬 파크
- 나루토 (투니버스) - 히쿄쿠야 후쿠스케
- 나루토 질풍전 (투니버스) - 에비스 / 이즈모
- 무적코털 보보보 (투니버스)
- 레이브 (투니버스) - 데몬카드1 / 남자 / 독사
- 탐정학원 Q (투니버스) - 오와다
- 고스트 바둑왕 (투니버스) - 마시바
- 록맨 에그제 스트림 (투니버스) - 서치맨
- 사무라이 참프루 (투니버스) - 남자4
- 몬스터 (투니버스) - 페터
- 아가사 크리스티의 명탐정 포와로와 마플 (투니버스) - 장 뒤퐁
- 레인 (투니버스)
- 검볼 (카툰네트워크)
- 자이언트 로보 (투니버스) - 알베르토 / 소오
- 바이스 크로이츠 (투니버스) - 강민
- 상상꾸러기 모나 (투니버스) - 아빠
- 전쟁과 축구 (투니버스) - 프레디
- 신혼합체 고단나 (MBC 무비스) - 시노 / 유나스
- 몬스터 호텔 (MOVIE) - 웨인
- 꼬마유령 캐스퍼 : 메리 고스트마스 (카툰네트워크) - 스트레치
- 꼬마유령 캐스퍼 : 새로운 모험 (카툰네트워크) - 스트레치
- 꼬마유령 캐스퍼 : 학교에 무슨 일이 (카툰네트워크) - 스트래치 / 슬래시
- 마기 (카툰네트워크) - 파티마
- 프린세스 스타의 모험일기 (디즈니 채널) - 톰 루시터
- 헌터X헌터 리메이크 (애니맥스) - 고레이누
- 헬로 카봇 유니버스 (SBS) - 앵그리퍼프
- 또봇 V (KBS) - 파워트레인
- 극장판 짱구는 못말려: 우리들의 공룡일기 - 암모나 이토
- 엘리오 - 헬릭스 대사

### 외화
- 가면라이더 드래건 (투니버스) - 사노
- 파워레인저 레스큐 (투니버스) - 조엘(그린 레인저)
- 퓨어엔젤 미라클 매직 (투니버스) - 방해공작
- 오피스 (OBS)

### 방송
- 진실게임 (SBS) - 2005년 11월 15일 출연
- 오매! 전라도 (광주MBC) - 나레이션
- 싱싱 고향별곡 (TBC)

### 게임
- 도타 2 - 연금술사
- 타르타로스 온라인 - 한슨 / 나쵸 / 인간창병 / 저주받은 나시프족 창병 / 돈주앙 / 오스발트 / 장군 / 빌리 / 발가스 / 세바스찬 / 호슬리
- 그랜드체이스 - 루퍼스
- 테일즈런너 - 빅보 / 나르시스
- 건담전기 - 유카지마 / 레온 리페이 / 에이거
- 리그 오브 레전드 - 잭스, 하이머딩거(리메이크전), 신 짜오
- 블레이드 앤 소울 - 홍석근 / 길홍
- 삼국지 온라인
- 헤일로3 (XBOX 360) - 마린4
- 진삼국무쌍3 - 장료
  - 진삼국무쌍4 - 장료
- 천랑열전
- 건담전기 (PS2) - 유카지마 / 레온 리페이 / 에이거
- 스타프로젝트온라인 - 강명운(슈리),진청